# Рангироа
Рангиро́а (фр. Rangiroa) — крупнейший атолл архипелага Туамоту (Французская Полинезия). Расположен в 355 км от Папеэте.

## География

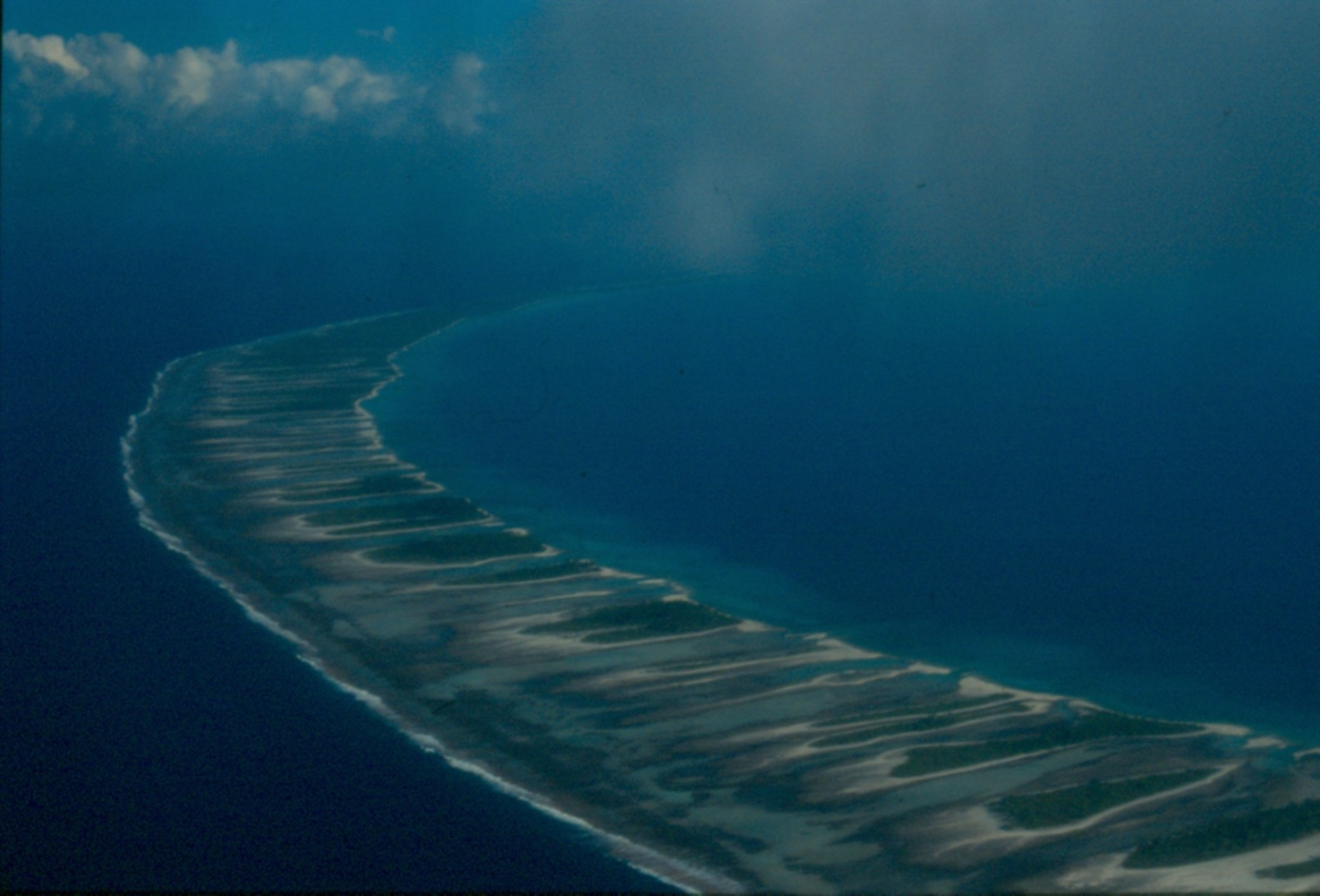
Западная часть атолла. Лагуна расположена справа

Суша площадью 79 км² представляет собой скопление из 415 небольших островков, или моту. Лагуна площадью 1446 км² имеет длину в 80 км и ширину от 32 до 5 км.

## История

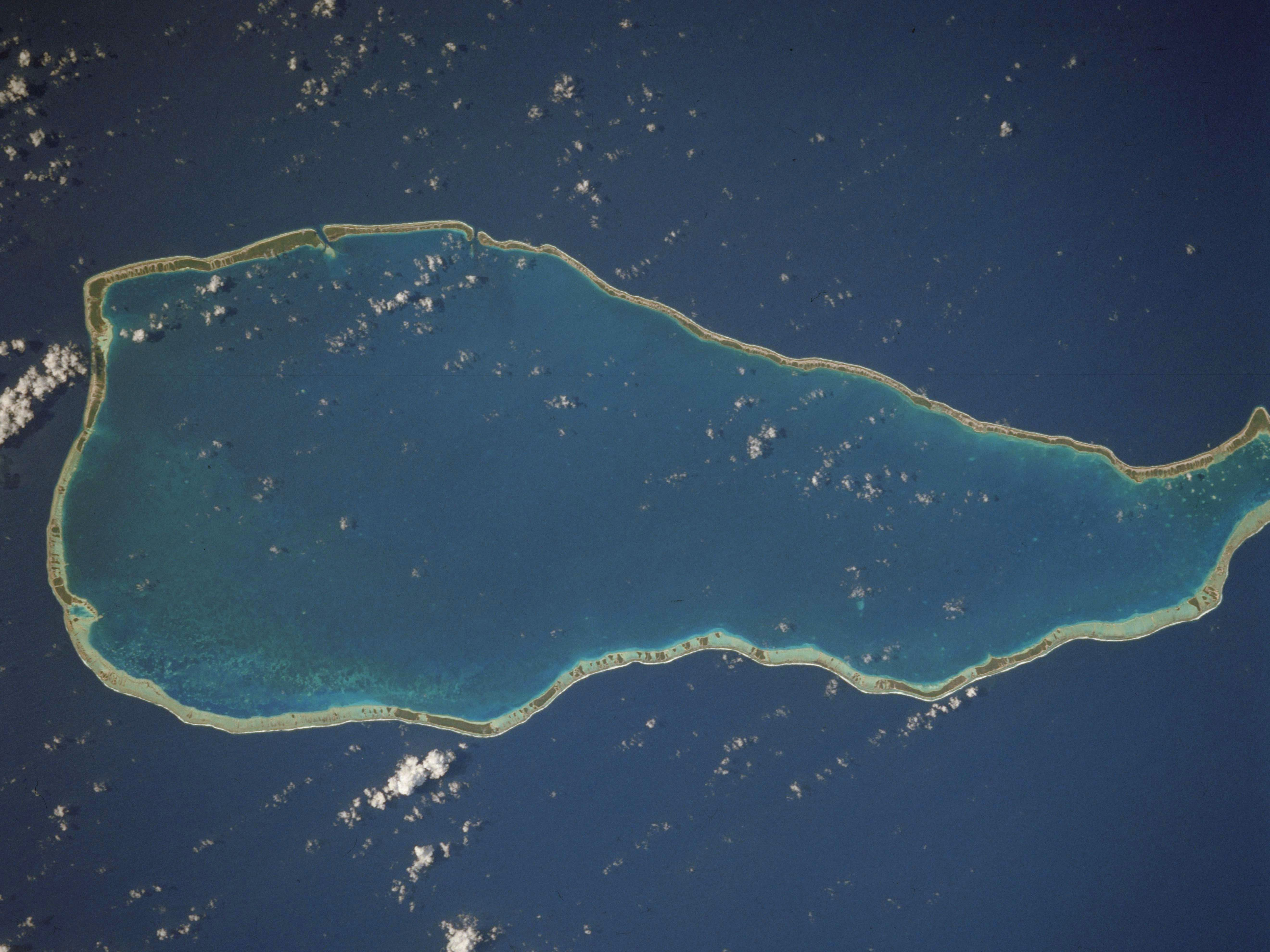
Космический снимок Рангироа

Предположительно Рангироа был заселён в X веке. На атолле сохранилось большое количество сооружений, построенных древними полинезийцами (например, мараэ — церемониальные площадки). Примерно в 1560 году на острове произошло стихийное бедствие[какое?], в результате которого были уничтожены поселения на западной стороне атолла. К XVII веку относится период расцвета экономики Рангироа, который продолжался до 1770-х годов, когда воины острова проиграли воинам атолла Анаа. В результате значительная часть жителей была убита или пленена, поселения уничтожены.
Европейским первооткрывателем Рангироа стал Виллем Корнелис Схаутен, заметивший атолл в 1616 году. В 1722 году мимо острова проплывал голландский путешественник Якоб Роггевен. В середине XIX века на Рангироа появились первые католические миссионеры, которые в 1865 году высадили на острове кокосовую плантацию. С тех пор основным занятием жителей стало производство копры, объём которого значительно упал в последние годы. Развивается рыболовство. В 1965 году в целях развития туризма на Рангироа была открыта взлётно-посадочная полоса.

## Административное деление
Острова Рангироа, Тикехау, Матаива и Макатеа образуют коммуну Рангироа, которая входит в состав административного подразделения Туамоту-Гамбье.
| Остров или риф   | Площадь суши, км² | Площадь лагуны, км² | Население, чел. (2007) | Административный центр |
| ---------------- | ----------------- | ------------------- | ---------------------- | ---------------------- |
| Рангироа         | 79                | 1 446               | 2438                   | Типута                 |
| Тикехау          | 20                | 400                 | 507                    | Тухерахера             |
| Матаива          | 16                | 25                  | 204                    | Папуа                  |
| Макатеа          | 24                | —                   | 61                     | Моуту                  |
| Коммуна Рангироа | 139               | 1 871               | 3210                   | Типута                 |

## Население
В поселении Типута расположены органы местного самоуправления округа Рангироа. Крупнейшие поселения — Аватору (Avatoru) и Типута (Tiputa). В 2007 году населения острова — 2438 человек.

## Экономика
Развит туризм. На моту Аватору расположена взлётно-посадочная полоса. Поселения соединены между собой заасфальтированной дорогой.